# Rhyssemus haroldi
Rhyssemus haroldi är en skalbaggsart som beskrevs av Clouet 1901. Rhyssemus haroldi ingår i släktet Rhyssemus och familjen Aphodiidae. Inga underarter finns listade i Catalogue of Life.